# Junimea
Junimea a fost un curent cultural și literar, dar și o asociație culturală înființată la Iași în anul 1863 de către Iacob Negruzzi, Petre Carp, Vasile Pogor, Theodor Rosetti și Titu Maiorescu.
Un curent literar este adeseori o simplă construcție istorică, rezultatul însumării mai multor opere și figuri, atribuite de cercetătorii acelorași înrâuriri și subsumate acelorași idealuri. Multă vreme după ce oamenii și creațiile lor au încetat să ocupe scena epocii lor și răsunetul lor s-a stins, istoricii descoperă filiații și afinități, grupând în interiorul aceluiași curent opere create în neatârnare și personalități care nu s-au cunoscut sau care s-au putut opune.
Fără îndoială că nu acesta este cazul „Junimii”. Sarcina istoricului care își propune să studieze dezvoltarea acestui important curent este ușurată de faptul că încă de la început el se sprijină pe consensul mai multor voințe și că tot timpul o puternică personalitate îl domină. În afară de aceasta, „Junimea” nu este numai un curent cultural și literar, dar și o asociație.
Ea însă nu a luat naștere printr-un act formal (asemenea Academiei Române, întemeiată cam în aceeași vreme în București) și nu s-a menținut după legile exterioare, dar acceptate ale tuturor corpurilor constituite. „Junimea” n-a fost atât o societate, cât o comunitate de interese culturale dar și socio-politice. Junimea mai înseamna și un cenaclu literar, o tipografie și un sistem de librării.
Apariția ei se datorează afinității viu resimțite dintre personalitățile întemeietorilor. Ea se menține apoi o perioadă îndelungată prin funcțiunea atracțiilor și respingerilor care alcătuiesc caracteristica modului de a trăi și a se dezvolta. Vechea deviză franceză potrivit căreia "Intră cine vrea, rămâne cine poate" este și aceea pe care asociația ieșeana o adoptă pentru sine.
Desigur, nu numai instinctul vieții menține unitatea „Junimii” în decursul existentei ei. Asociația dorește să-și dea o oarecare bază materială și o anumită ordine sistematică a lucrărilor, câștigă noi membri, se îngrijește de formarea noilor generații și poartă polemici colective. Dar peste tot ce constituie în viață „Junimea”, produsul deliberat al voinței de a se organiza, plutește duhul unei înțelegeri comune a societății, a culturii, a literaturii, iar cea dintâi sarcină a istoricului este să-l extragă și să-l arate lucrând în opere și oameni.
Tudor Vianu punea în evidență cinci serii de trăsături distincte ale junimismului:
- Spiritul filosofic
- Spiritul oratoric
- Ironia
- Spiritul critic
- Gustul pentru clasic și academic

## Fondarea Junimii

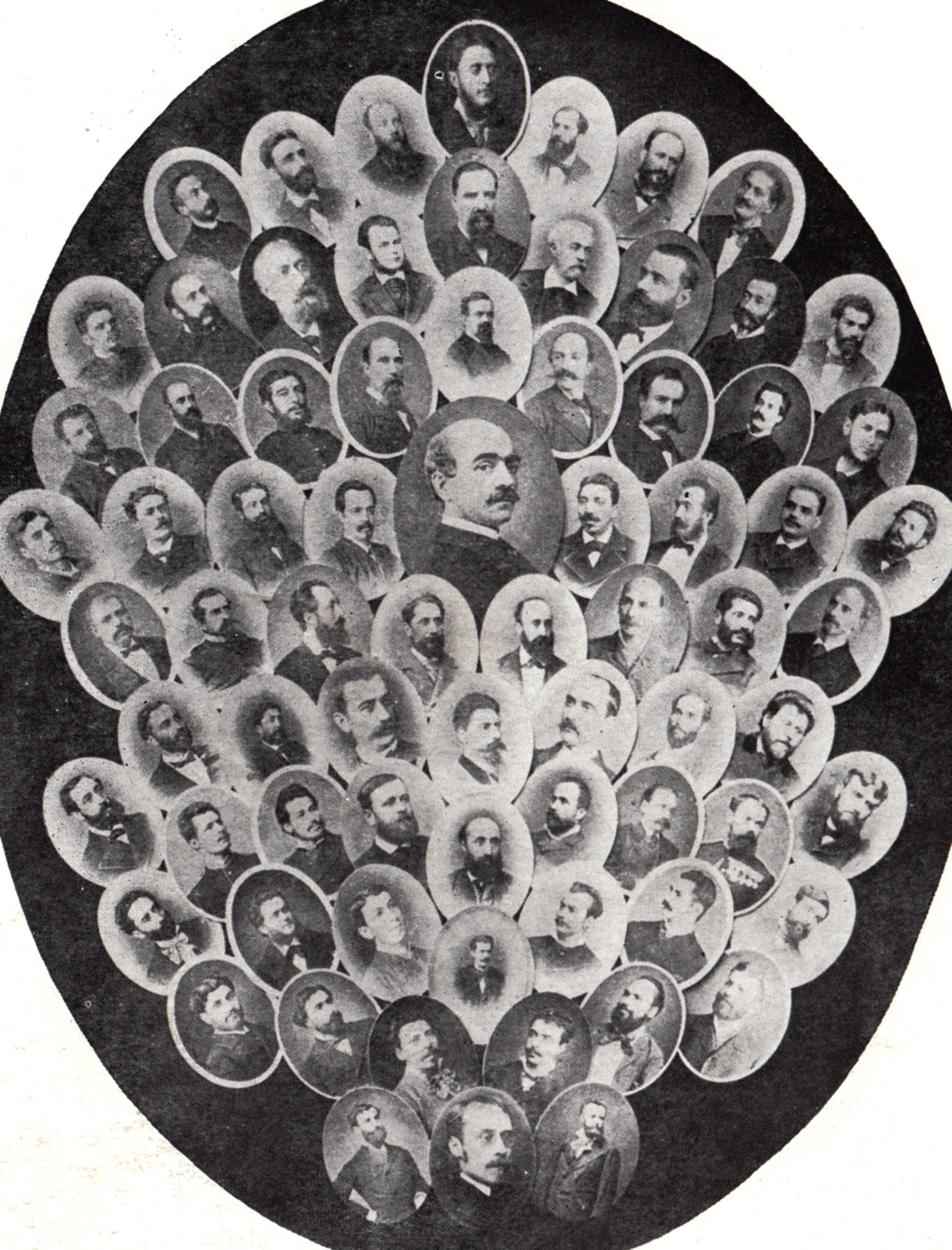
Portret colectiv al membrilor Junimii în 1883.
rândul 1: Nicolae Beldiceanu, Samson Bodnărescu, Teodor Nica, Gheorghe Roiu, Mihail Christodulo, Victor Castano, Mihail Gheorghiu;
rândul 2: Constantin Meissner, Ion Dospinescu, Alexandru Grigore Suțu, Ștefan Vârgolici, Vasile Burlă, Anton Naum, Gheorghe Racoviță, Ioan Buiucliu, Abgar Buiucliu;
rândul 3: Teodor T. Burada, Constantin Leonardescu, Gheorghe Bengescu [Dabija], Theodor Rosetti, Titu Maiorescu, Petre P. Carp, Ioan Mire Melik, Mihai Eminescu, Dumitru C. Ollănescu-Ascanio;
rândul 4: Nicolae Gabrielescu, Ion Luca Caragiale, Al. Farra, Vasile Pogor, Vasile Alecsandri, Iacob Negruzzi, Emil Max, Gheorghe Bejan, Ioan Slavici;
rândul 5: Ioan D. Caragiani, Mihail Cristodulo Cerchez, Nicolae Mandrea, Nicolae Gane, Neculai Culianu, Ioan Ianov, Grigore Mithridate Buiucliu, Nicu Burghele;
rândul 6: Constantin Constantiniu, Leon Negruzzi, Gheorghe Capșa, Dumitru Rosetti-Tescanu, Ștefan Nei, Pavel Paicu, Ion Creangă, Neculai Mihalcea;
rândul 7: Teodor Christodulo, Ioan Nenițescu, Miron Pompiliu, Alexandru Lambrior, Constantin Lepădatu, Gheorghe Scheletti, Theodor Șerbănescu;
rândul 8: Theodor Buiucliu, A. D. Xenopol, Petru Th. Missir, Aristide Peride, Alexandru Al. Beldiman, V. Cuciureanu, G. Zaharia;
rândul 9: Xenofon Gheorghiu, Valerian Ursian, Gheorghe Negruzzi, Alexandru Philippide, Constantin Dimitrescu-Iași, Ștefan Văleanu;
rândul 10: Nicolae Volenti, Vasile Bossie (Bossy), Telemac Ciupercescu.

Societatea Junimea a luat ființă la Iași în anul 1863 (La 26 martie 1863, Titu Maiorescu îi scrie surorii lui: ”...Am izbutit, în fine, să adun în jurul meu, într-o unitate, cele mai viabile elemente din Iași: Rosetti, Carp, Pogor, acum și Negruzzi ...; alcătuim o societate bazată pe principii de încetățenit”), din inițiativa unor tineri reîntorși de la studii din străinătate, în frunte cu Titu Maiorescu, Petre P. Carp, Vasile Pogor, Iacob Negruzzi și Teodor Rosetti. 
Ei își încep activitatea prin organizarea unei serii de prelegeri populare. Printr-o formulă masonică, junimiștii, când vorbeau despre acest subiect, spuneau: "Originea Junimii se pierde în negura timpului". 
Cursul public pe care Titu Maiorescu îl ținuse cu un an mai înainte, curând după instalarea sa la Iași, dovedise existența unui auditoriu cultivat, în stare să se intereseze de problemele științei, expuse în formele unei înalte ținute academice. Experiența este reluată în februarie 1864 cu puteri unite. În cursul aceluiași ciclu al "Prelecțiunilor populare", abordând probleme dintre cele mai variate, Carp și Vasile Pogor vorbesc de câte două ori, iar Titu Maiorescu de zece ori. Apoi „Prelecțiunile populare” devin o lungă tradiție a „Junimii” din Iași. Timp de șaptesprezece ani ele se urmează neîncetat, mai întâi asupra unor subiecte fără legătură între ele; apoi, din 1866, grupate în cicluri unitare; în fine, din 1874, prin intervenția noilor membri, Lambrior și Gheorghe Panu, asupra unor teme cum ar fi istoria și cultura națională. 
Astfel, de unde mai înainte se vorbise despre Elementele de viață ale popoarelor și despre Cărțile omenirii, cicluri din 1874 și 1875 limitează preocupările la elementele naționale ale culturii noastre și la influențele consecutive exercitate asupra poporului român. Curând, prin darul basarabeanului Cașu, nepotul lui Pogor, completat prin cotizațiile membrilor ei, „Junimea” devine proprietara unei tipografii, trecută mai târziu în alte mâini. Asociația înființează și o librărie, pusă sub supravegherea lui Vasile Pogor, dar dispărută și ea după o scurtă funcționare. 
Existența tipografiei permite „Junimii” publicarea, începând din 1867, a unei reviste: Convorbiri literare, puse de la început sub conducerea lui Iacob Negruzzi. Această publicație se va bucura de cel mai înalt prestigiu în istoria literaturii române. Ea a impus, încă de la apariție, o direcție nouă, modernă, întregii noastre culturi, definindu-se prin spiritul ei etic și sentimentul valorii estetice. Încă de la începuturile ei, mișcată de conștiința primelor nevoi ale culturii românești în acel moment, „Junimea” abordează problema ortografiei românești, foarte acută în epoca trecerii de la întrebuințarea alfabetului chirilic la cel latin. 
În ședințe însuflețite, ținute de obicei în casa lui Vasile Pogor sau acasă la Titu Maiorescu și dominate de personalitatea plină de prestigiu a acestuia din urmă, se discută probleme de ortografie și limbă, se recitesc poeții români în vederea unei antologii și se compun sumarele revistei, uneori în hazul general pentru producțiile care trebuiau respinse. Convorbirile literare păstrează în cea mai mare parte urma activității “Junimea”, și lectura atentă a revistei permite refacerea vieții renumitei grupări literare și a etapelor pe care le-a străbătut. Programul Junimii și cercetări istorice recente ne îndreptățesc să afirmăm că gruparea avea o importantă dimensiune masonică. 
La întrunirile Junimii, fundamental este spiritul critic, așa-numitul criticism, caracterizat prin respectul adevărului, disocierea valorilor și adaptarea ideilor la realități și posibilități. Limba artificială, falsa erudiție și pedantismul, lipsa de gust sunt permanent semnalate și ironizate de membrii Junimii, care cultivă zeflemeaua  și țin un dosar de enormități, un adevărat sottisier (=culegere de prostii).Junimiștii își dau porecle pitorești: Iacob Negruzzi e „sacul cu minciuni", I. Caragiani „binehrănitul", Lambrior , Tasu și Panu alcătuiesc grupul celor „trei români", sensibili la problemele naționale. Asistența pasivă, condusă de matematicianul „papa" Culianu constituie „caracuda". Anecdotiști gustați sunt la Junimea Caragiani și Creangă, mai ales cu anecdote „pe ulița scurtă", deși acestea fac să roșească pe „pudicul" Naum, stârnind în schimb delirul lui Vasile Pogor.

## Periodizarea Junimii
În activitatea societății și a revistei se conturează distinct cinci etape.

### Perioada 1863-1874
Prima etapă, numită și „etapa ieșeană”, se întinde de la întemeiere, în anul 1863, până în 1874, anul în care Titu Maiorescu, devenit ministru al Instrucțiunii publice, se mută la București. În această etapă predomină caracterul polemic. Este epoca în care se elaborează principiile sociale și estetice ale „Junimii”, aceea a luptelor pentru limbă, purtate cu latiniștii și ardelenii, apoi a polemicilor cu „bărnuțiștii”, cu Bogdan Petriceicu Hasdeu și cu revistele din București, duse nu numai de Maiorescu, dar și în acțiuni colaterale de Gheorghe Panu, Teodor Vârgolici, Alexandru Lambrior, Vasile Burlă, Alexandru Cihac. Este vremea în care „Junimea” provoacă cele mai multe adversități, dar și aceea în care, prin succesul polemicilor ei, prin adeziunea lui Vasile Alecsandri, prin descoperirea lui Mihai Eminescu, aureola prestigiului începe să se formeze în jurul ei.

### Perioada 1874-1885
Între anii 1874 și 1885 urmează a doua fază a „Junimii”, epoca în care ședințele din Iași se dublează cu cele din București, în diversele locuințe ale lui Maiorescu și în cele din urmă în armonioasa casă din strada Mercur, unde Vasile Alecsandri a citit Fântâna Blanduziei și Despot-Vodă, iar Caragiale a citit O noapte furtunoasă, apărute în aceeași perioadă în Convorbiri literare împreună cu operele lui Vasile Conta și Ion Creangă. Este perioada de desăvârșire a direcției noi. În paginile revistei apar operele marilor clasici: Eminescu, Creangă, Caragiale, Slavici, precum și ale altor personalități din primul rang în artă, știință și cultură. Este perioada de glorie absolută a revistei.

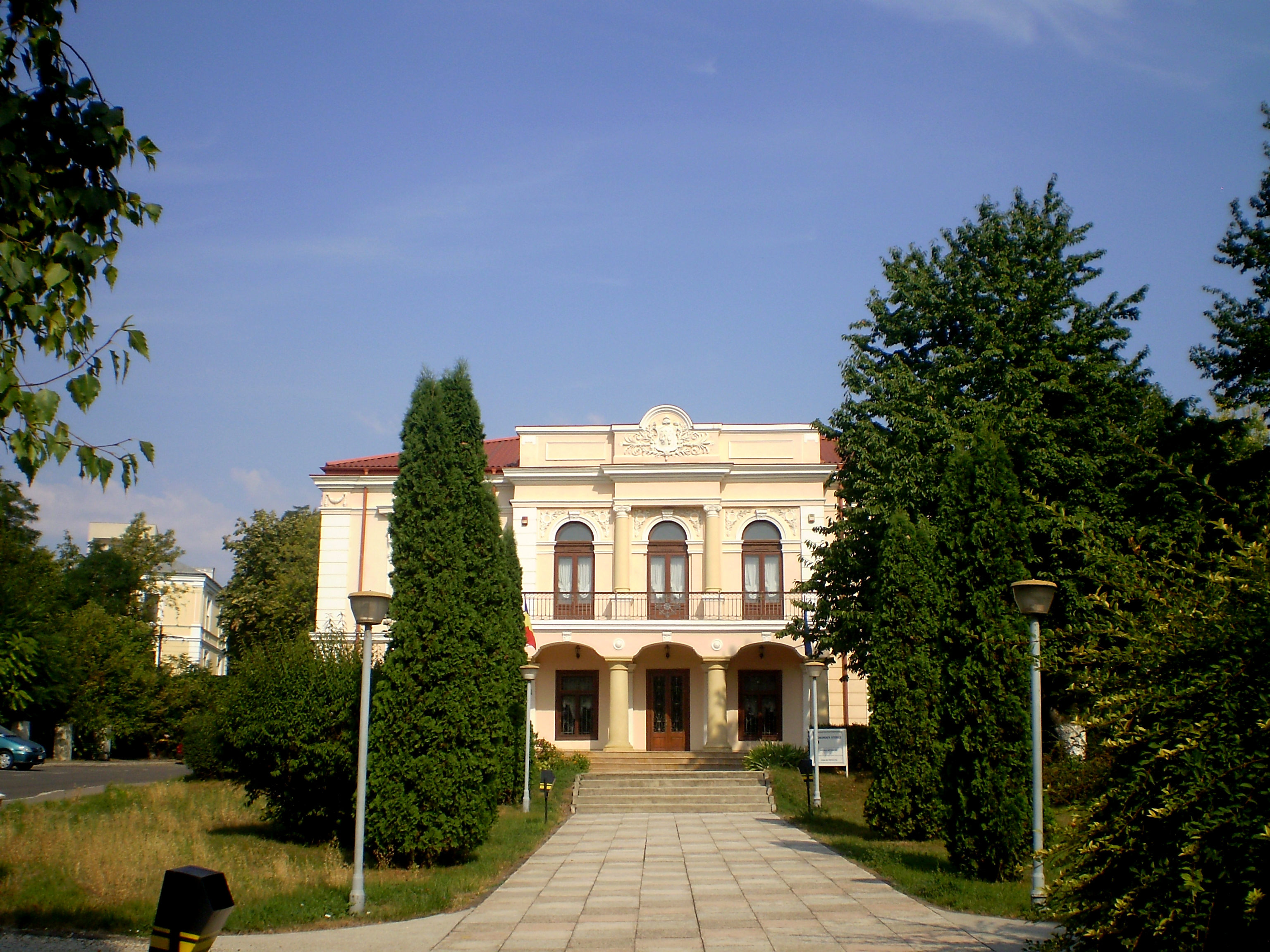
Casa Pogor, sediul Junimii și revistei Convorbiri literare, este astăzi sediul Muzeului Literaturii Române din Iași

### Perioada 1885-1900
Perioada 1885-1900 este o perioadă mai lungă și lipsită de omogenitate. Transferată la București, revista își schimbă în mare măsură profilul, predominând cercetările istorice și filozofice.
În anul 1885 Iacob Negruzzi se mută la București, luând cu sine revista a cărei conducere o păstrează singur până în 1893, pentru ca în 1895 să fie format un comitet care să își asume întreaga conducere a revistei. 
Între anii 1885 și 1900 principiile estetice ale junimismului au parte de o importantă dezvoltare. În aceeași perioadă are loc lupta “Junimii” cu socialiștii, acțiunea lui Titu Maiorescu fiind sprijinită de aceea a lui Petru Th. Missir și de a tinerilor discipoli P. P. Negulescu, Mihail Dragomirescu, Simion Mehedinți, Gr. Tausan etc. Deși în acest interval Ion Luca Caragiale îsi continua colaborarea la Convorbiri literare, care se deschid și gloriei tinere a lui George Coșbuc perioada dintre 1885 și 1900 dă grupării și revistei un caracter universitar predominant. Drumul prin Convorbiri literare devine drumul spre Universitate.
Este epoca în care se stabilește pentru trei sau patru decenii de aici înainte configurația Universității, mai cu seamă a celei bucureștene și în care, din cenaclul “Junimii”, se desprind figurile cele mai proeminente ale științei și oratoriei universitare.

### Perioada 1900-1907
În 1900 vechiul comitet se completează cu nume noi, provenind din domeniul științelor naturale. Nume noi se amestecă cu altele noi, mai puține nume din sferele literare, mai multe din cele savante și universitare. Animatorul comitetului este Ioan Bogdan care, în 1903, devine directorul revistei până în 1907, când revista trece sub conducerea lui Simion Mehedinți.
Dacă până în 1900 revista își păstrase în primul rând tradiționalul ei caracter literar și filozofic, o dată cu intrarea lui Ioan Bogdan în comitetul de redacție și apoi cu trecerea lui la direcția revistei, Convorbirile devin o arhivă de cercetări istorice, în paginile căreia se disting, alături de propriile studii ale lui Ioan Bogdan, acele ale lui Dimitrie Onciul, Nicolae Iorga și alții. Și dacă vechile lupte ale Convorbirilor literare fuseseră purtate pe teme de cultură generală, acum este vremea polemicilor erudite, ale lui Ioan Bogdan împotriva lui Sion, ale lui Nicolae Iorga împotriva lui A. D. Xenopol și Tocilescu care nu au mai avut același grad de popularitate ca și în anul 1890.

### Ultima etapă
A cincea epocă a Convorbirilor, cea care a început în anul 1907, coincide cu lunga direcție a lui Simion Mehedinți, în timpul căreia arhiva de cercetări istorice se completează cu una de filozofie, unde apar contribuțiile gânditorilor, la începuturile lor atunci: Ioan Petrovici, C. și M. Antoniade, Mircea Djuvara, Mircea Florian. 
Figura literară cea mai importantă a epocii este Panait Cerna, a cărui colaborare începuse însă sub direcția anterioară. În latura îndrumării critice, nimic nu poate fi pus alături de marea epocă ieșeană și nici de dezvoltarea ei ulterioară prin contribuția lui P.P Negulescu și a lui Mihail Dragomirescu. Apariția lui Eugen Lovinescu este de scurtă durată, rostul criticului urmând să se precizeze mai târziu. Convorbirile literare au avut totuși controverse și în această perioadă cu revistele Viața nouă și cu Viața românească.
Lipsite însă de sprijinul unor noi și puternice talente literare, Convorbirile literare încep să piardă din vechiul prestigiu până când, în 1921, Simion Mehedinți predă conducerea lui Al. Tzigara-Samurcas care, împreună cu arhitectul Al. M. Zagoritz, se remarcase încă din perioada vechii conduceri prin studii de arta romanească veche și populară. Nici noua direcție nu izbutește însă să impună revista în rolul ei de altădată. O viziune asupra întregii “Junimi” nu va mai fi posibilă decât după ce va fi cuprinsă întreaga arborescență a mișcării, dezvoltată prin silințele celei de-a doua generații de scriitori și gânditori junimiști.

## Activitatea membrilor de bază ai Junimii
Mentorul Junimii, Titu Maiorescu, se detașează prin publicarea mai multor studii și cercetări, pe baza cărora se structurează principiile filozofice și estetice ale culturii române. Dintre acestea amintim:
- Despre scrierea limbii române (1866)
- O cercetare critică asupra poeziei române de la 1867 (1867)
- Direcția nouă în poezia și proza română (1872)
- Neologismele (1881)
- Comediile d-lui I.L. Caragiale (1885)

În prima lucrare, Maiorescu pledează pentru scrierea fonetică, susținând ideea, novatoare pentru vremea aceea, că scrierea trebuie să reflecte schimbările survenite în evoluția sunetelor limbii. Respinge alfabetul chirilic, susținând folosirea literelor latine. Argumentează și probează necesitatea îmbogățirii limbii, pe căi externe, prin introducerea neologismelor, combătând, în același timp, calcul lingvistic și tendințele de stricare a limbii (Neologismele).
Ideile, privind procesul de desăvârșire a limbii române literare, emise de Titu Maiorescu, sunt larg receptate, încât, în anii 1880 - 1881, Academia Română își însușește aceste principii, contribuind astfel, în mod efectiv, la unificarea limbii române moderne.
În celelalte lucrări, Maiorescu fundamentează teoretic conceptele estetice și direcțiile criticii literare. Pornind de la estetica lui Hegel, în lucrarea O cercetare critică asupra poeziei române (1867), el conchide că „frumosul este ideea manifestată în materie sensibilă“, de unde artele se diferențiază între ele, pornind de la materialul prin care se concretizează ideea. Muzica, de pildă, se bazează pe sonuri, în timp ce sculptura se reflectă prin piatră, lemn sau alte materiale.
Realizând, într-un anume fel, deosebirea dintre forma și fondul operei literare, Maiorescu stabilește, pentru prima oară, conceptele: „condiția materială“ și „condiția ideală“ a poeziei, demonstrând că, nu cuvintele, în cazul literaturii, reprezintă materialul ei, ci imaginile ce se nasc în mintea noastră cu ajutorul lor.
Ideologia stabilită de Maiorescu la Junimea era aceasta:
- absolută potrivire între fond și formă;
- inaugurarea spiritului critic în scopul de a se arunca „în lături" tot ce vine ca formă goală a civilizației, fără cuvenitul cuprins;
- așezarea criticii în marginile adevărului, adică descătușarea ei de orice constrângere din afară.

Aceste puncte dădeau un program negativ. Prin Convorbiri literare se începe în același spirit o acțiune pozitivă, în vederea unei literaturi de „sănătate sufletească", fără „simțiri meșteșugite". Aceasta era „direcția nouă".
Titu Maiorescu este un mare polemist care știe să tragă profit din împrejurarea de a trăi într-o lume inferioară nivelului său, punând în valoare arta de a corecta și de a admonesta. Capodopera polemică a lui Maiorescu este Beția de cuvinte (expresie nouă, memorabilă, creată de el). Răspunsul la discursul de recepție al lui Duiliu Zamfirescu la Academia Română e de altfel și el o capodoperă de umor rece, pe baza sentimentului altitudinii.
George Călinescu scria că "Titu Maiorescu rămâne până astăzi [în 1927] întruparea desăvârșitei atitudini critice..."

### Ion Luca Caragiale
Problema moralității artei este definită în Comediile d-lui I.L. Caragiale. Operând cu elemente specifice analizei estetice și științifice, criticul arată că arta devine morală prin propria sa valoare estetică și nicidecum prin ideile morale pe care le conține.
În a doua săptămână a lunii noiembrie 1878, înainte de banchetul anual al Junimii, ținut la Iași, Caragiale citește comedia O noapte furtunoasă sau No.9.Prin această lectură, noul primit își consfințește intrarea în Junimea. Cu O noapte furtunoasă, Caragiale și-a manifestat solidaritatea de idei cu junimismul. Piesa a  fost reprezentată la 18 ianuarie 1879 la Teatrul Național din București și a apărut în Convorbiri literare din 1 octombrie și 1 noiembrie 1879. Este începutul unei colaborări îndelungate, de zece ani.

### Mihai Eminescu
În anul 1872, în lucrarea Direcția nouă în poezia și proza română, Titu Maiorescu îl așază pe Eminescu, în fruntea pleiadei poeților, imediat după bardul de la Mircești, pe baza celor patru poezii publicate în Convorbiri literare, intuind geniul acestuia și arătând că este „un om al timpului modern, deocamdată blazat în cuget, iubitor de antiteze cam exagerate, reflexiv mai peste marginile iertate, (...) dar în fine poet, poet în toată puterea cuvântului.“
Dovedind o concepție unitară, în întregul proces de dezvoltare și consolidare a civilizației române moderne, respingând fără ezitare imitația și împrumutul, orice forme care nu se întemeiau pe fondul nostru autohton și nu se puteau integra organic în specificul nostru național, Societatea Junimea și revista Convorbiri literare au constituit avanpostul cel mai înaintat de direcționare a culturii noastre moderne.

## Concluzii
Astăzi se poate afirma că, teoria „formelor fără fond“, elaborată de Maiorescu, atât de controversată, în perioada postbelică, a răspuns, în timp, necesităților obiective de respingere a mediocrității și a altor forme de impostură manifestate în artă.
Junimea și Convorbiri literare au avut un rol decisiv în cultura și literatura română. După cum este unanim recunoscut și după cum au subliniat cei mai reprezentativi monografi și exegeți ai activității Junimii, trebuie să recunoaștem că, spiritul junimist a făcut să triumfe ideea conform căreia, în evaluarea operei de artă, este imperios necesar să primeze valoarea estetică, indiferent de ideea tematică.
Interesante și instructive Memorii de la Junimea au lăsat doi dintre participanții la lucrările societății, George Panu, Ioan Slavici și Iacob Negruzzi, fiul lui Costache Negruzzi. Un alt material foarte bogat se găsește în Însemnările zilnice, jurnalul intim al lui Titu Maiorescu.